# Carla Peterson
Carla Constanza Peterson (Córdoba; 6 de abril de 1974) es una actriz y directora de escena argentina. Sus papeles de reparto en Son amores y Sos mi vida y sus protagónicos en Lalola y Los exitosos Pells la llevaron a la fama y le valieron importantes galardones como el Premio Martín Fierro y el Premio Clarín, durante dos años consecutivos

## Vida personal
Nació y vivió en la ciudad de Córdoba hasta los dos años. Es hija de un comodoro de la Fuerza Aérea Argentina y una abogada. Es la mayor de tres hermanos. Es descendiente de suecos por parte de su padre y de italianos por parte de su madre. Desde chica supo que quería ser actriz.
Desde 2011 está casada con el exministro de Economía y actual senador nacional por la ciudad de Buenos Aires, Martín Lousteau, con quien tiene un hijo llamado Gaspar, nacido en 2013.

## Trayectoria

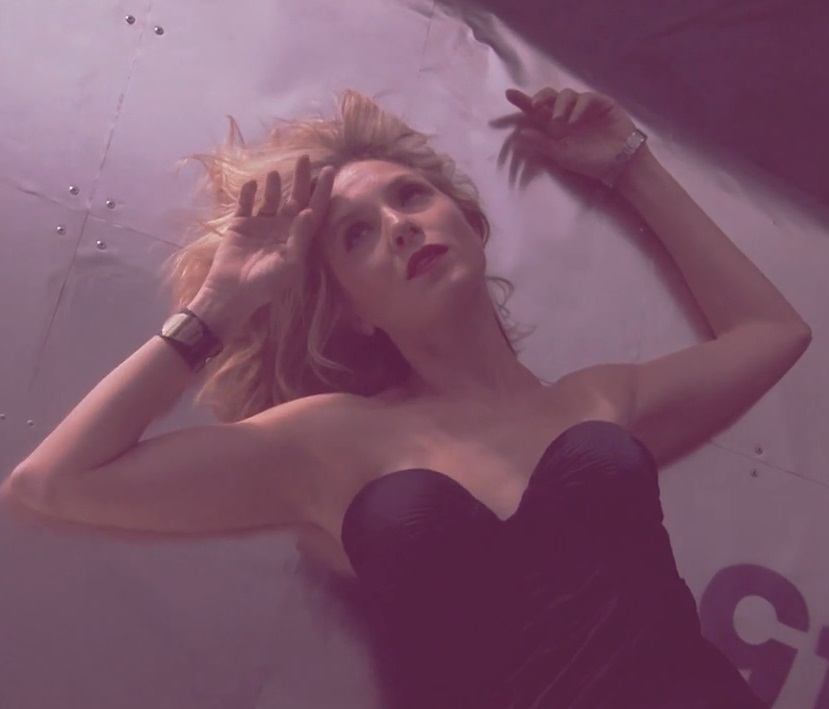
Peterson en una sesión de fotos (2015)

El trabajo actoral de Carla Peterson se caracteriza por su versatilidad, representando roles trágicos o, por el contrario, a personajes de humor cómico.
Reconoce al director Miguel Guerberof como su maestro; él apuntaló su formación en el teatro clásico y la dirigió en varias obras de Shakespeare (Cuento de invierno, Para todos los gustos, Todo está bien si termina bien) y también en una versión de El Castillo, de Kafka.
A los 18 años se mudó un par de meses a Nueva York y a Los Ángeles para tomar clases de danza. Dos años más tarde, de vuelta en Argentina, se presentó en un casting de televisión y fue elegida para participar en Montaña rusa, tira dedicada a un público adolescente. Continuó actuando en ficciones como Verano del 98, EnAmorArte y Son amores. En esta última obtuvo popularidad por su interpretación de Brigitte.
En 2004 actuó en la telecomedia Los pensionados. En 2005 interpretó a la villana de Frijolito, telenovela de Telemundo filmada en Argentina, y luego participó en la serie Mujeres asesinas, en el capítulo "Norah, amiga".
En 2006 participó en Sos mi vida, donde destacó en el papel de Constanza, el personaje de contrapunto del protagónico de Natalia Oreiro. Luego alcanzó su primer protagónico con la serie Lalola, donde encarnó a un hombre machista, mujeriego y misógino dedicado a la publicidad que, hechizado por una exnovia despechada y vengativa, es transferido al cuerpo de una mujer, teniendo que afrontar el mundo desde una nueva perspectiva. Esta serie, coprotagonizada por Luciano Castro, revolucionó las novelas de habla hispana, generando un éxito en los países donde fue transmitida e incentivó el lanzamiento de nuevas versiones basadas en la original, como en España y en Chile.
Entre 2008 y 2009 protagonizó Los exitosos Pells, junto a Mike Amigorena, y en 2011 volvió a ser protagonista en Un año para recordar, con Gastón Pauls, ambas telecomedias emitidas por Telefe.
En 2012 actuó en el unitario Tiempos compulsivos y en 2013 participó en la segunda temporada de la serie En terapia.
Durante 2014 protagonizó, junto a Mercedes Morán, Araceli González, Florencia Bertotti e Isabel Macedo, la serie de Pol-ka Guapas,  por la que recibió el premio Martín Fierro como mejor actriz.
Coprotagonizó la película Inseparables junto a Oscar Martínez, Rodrigo De La Serna y Alejandra Flechner en 2016, con la dirección de Marcos Carnevale.
En 2017 protagonizó Mamá se fue de viaje, junto a Diego Peretti, bajo la dirección de Ariel Winograd.
Durante 2018 protagonizó 100 días para enamorarse, una serie de Telefe producida por Sebastián Ortega, interpretando a Laura Contempomi, junto a Nancy Dupláa, Luciano Castro y Juan Minujín.
También actuó en las películas El mural, Medianeras, Dos más dos, Las insoladas y Una noche de amor.
En teatro protagonizó las obras Corazón idiota, juntó a Griselda Siciliani, La guerra de los Rose, juntó a Adrián Suar, y Venus en la piel, junto a Juan Minujín.
En 2025 interpreta a Elena en la serie de ciencia ficción de Netflix El Eternauta, basada en la popular historieta argentina del mismo nombre.

## Filmografía

### Cine
| Año  | Título               | Personaje       | Director                          | Notas                    |
| ---- | -------------------- | --------------- | --------------------------------- | ------------------------ |
| 2007 | Ratatouille          | Colette Tatou   | Brad Bird                         | Voz en doblaje argentino |
| 2009 | La ventana           | Claudia         | Carlos Sorín                      | Protagonista             |
| 2010 | Plumíferos           | Clarita         | Daniel De Felippo                 | Papel de voz             |
| 2010 | El mural             | Blanca Luz Brum | Héctor Olivera                    | Protagonista             |
| 2011 | Medianeras           | Marcela         | Gustavo Taretto                   | Participación especial   |
| 2012 | Dos más dos          | Betina          | Diego Kaplan                      | Coprotagonista           |
| 2014 | Las insoladas        | Flor            | Gustavo Taretto                   | Coprotagonista           |
| 2016 | Una noche de amor    | Paola           | Hernán Guerschuny                 | Coprotagonista           |
| 2016 | Inseparables         | Verónica        | Marcos Carnevale                  | Papel de reparto         |
| 2017 | Mamá se fue de viaje | Vera            | Ariel Winograd                    | Coprotagonista           |
| 2018 | Recreo               | Andrea          | Hernán Guerschuny y Jazmín Stuart | Coprotagonista           |
| 2018 | Animal               | Susana Decoud   | Armando Bó                        | Papel de reparto         |
| 2022 | El gerente           | Federica        | Ariel Winograd                    | Coprotagonista           |
| 2023 | Blondi               | Martina         | Dolores Fonzi                     | Papel de reparto         |
| 2023 | No me rompan         | Ángela Trigal   | Azul Lombardía                    | Coprotagonista           |

### Televisión
| Año       | País                      | Título                    | Personaje                             | Canal      | Notas         |
| --------- | ------------------------- | ------------------------- | ------------------------------------- | ---------- | ------------- |
| 1992-1993 | Bandera de Argentina      | Princesa                  | Carla Mendoza                         | Canal 9    |               |
| 1994      | Bandera de Argentina      | Aprender a volar          | Julieta                               | El Trece   | 2 episodios   |
| 1994-1995 | Bandera de Argentina      | Montaña rusa              | María                                 | El Trece   | 236 episodios |
| 1996      | Bandera de Argentina      | La nena                   | Sol                                   | Canal 9    | 120 episodios |
| 1997      | Bandera de Argentina      | Naranja y media           | Valeria Mazzini                       | Telefe     | 210 episodios |
| 1998      | Bandera de Argentina      | La nocturna               | Martina Aguirre                       | El Trece   | 3 episodios   |
| 1999-2000 | Bandera de Argentina      | Verano del 98'            | Perla Gómez                           | Telefe     | 286 episodios |
| 2001      | Bandera de Argentina      | EnAmorArte                | Lucía Prieto                          | Telefe     | 130 episodios |
| 2002-2003 | Bandera de Argentina      | Son amores                | Brigitte Monti                        | El Trece   | 463 episodios |
| 2004      | Bandera de Argentina      | Los pensionados           | Sandra Morúa                          | El Trece   | 115 episodios |
| 2004-2005 | Bandera de Argentina      | La niñera                 | Ana Wainer                            | Telefe     | 81 episodios  |
| 2005      | Bandera de Argentina      | Mujeres asesinas          | Analía "Ep: Norah, amiga"             | El Trece   | 1 episodios   |
| 2005      | Bandera de Estados Unidos | Amarte así                | Chantal Villagarcía González          | Telemundo  | 119 episodios |
| 2006-2007 | Bandera de Argentina      | Sos mí vida               | Constanza Insúa                       | El Trece   | 231 episodios |
| 2007-2008 | Bandera de Argentina      | Lalola                    | Dolores "Lola" Padilla/Daniela Calori | América TV | 150 episodios |
| 2008-2009 | Bandera de Argentina      | Los exitosos Pells        | Soledad "Sol" Casenave                | Telefe     | 160 episodios |
| 2011      | Bandera de Argentina      | Un año para recordar      | Ana María Santos                      | Telefe     | 93 episodios  |
| 2011      | Bandera de Argentina      | Los Únicos                | Doris Hoffman                         | El Trece   | 1 episodio    |
| 2012-2013 | Bandera de Argentina      | Tiempos compulsivos       | Inés Alonso                           | El Trece   | 12 episodios  |
| 2013      | Bandera de Argentina      | En terapia                | Juliana Rosso                         | TV Pública | 7 episodios   |
| 2014-2015 | Bandera de Argentina      | Guapas                    | María Emilia "Mey" García del Río     | El Trece   | 173 episodios |
| 2015      | Bandera de Argentina      | Dispuesto a todo          | Terapeuta                             | El Trece   | 1 episodio    |
| 2016      | Bandera de Argentina      | Educando a Nina           | Paz Echegaray                         | Telefe     | 6 episodios   |
| 2018      | Bandera de Argentina      | Edha                      | Tatiana Aragón                        | Netflix    |               |
| 2018      | Bandera de Argentina      | 100 días para enamorarse  | Laura Contempomi Méndez               | Telefe     | 125 episodios |
| 2019      | Bandera de Argentina      | Reacción en cadena        | Diana                                 | El Trece   | 1 episodio    |
| 2020      | Bandera de Argentina      | Casi feliz                | Eva Martinez                          | Netflix    | 1 episodio    |
| 2021      | Bandera de Estados Unidos | 100 días para enamorarnos | Martina Guerty                        | Telemundo  | 4 episodios   |
| 2021-2024 | Bandera de Argentina      | Terapia alternativa       | Selva Pérez Salerno                   | Star+      | 17 episodios  |
| 2025      | Bandera de Argentina      | El Eternauta              | Elena                                 | Netflix    | 6 episodios   |

### Videoclips
| Año  | Título        | Artista      |
| ---- | ------------- | ------------ |
| 1999 | Desfachatados | Babasónicos  |
| 2019 | Se acabó      | Jimena Barón |

### Teatro
| Año       | Obra                           | Dirección                                   | Lugar                     |
| --------- | ------------------------------ | ------------------------------------------- | ------------------------- |
| 2000-2001 | Chicas católicas               | Alicia Zanca                                |                           |
| 2001-2002 | Todo está bien si termina bien | Miguel Guerberof                            | Teatro Anfitrión          |
| 2002      | Para todos los gustos          | Miguel Guerberof                            | El ombligo de la luna     |
| 2004-2005 | El castillo de Kafka           | Miguel Guerberof                            | Teatro del Abasto         |
| 2005      | ¿Quien es Janet?               | Claudia Fontán                              | Teatro variedades concert |
| 2006-2007 | Comedia                        | Miguel Guerberof                            | Teatro Beckett            |
| 2007-2008 | Ceremonia enamorada            | Carla Peterson                              | Teatro Beckett            |
| 2009-2010 | Corazón idiota                 | Carlos Casella, Daniel Cúparo y Ana Frenkel | Paseo La Plaza            |
| 2011      | La guerra de los Rose          | Marcos Carnevale                            | Teatro Maipo              |
| 2015      | Venus en piel                  | Javier Daulte                               | Paseo La Plaza            |
| 2024      | Reverso                        | Matias Feldman                              | Paseo La Plaza            |

## Publicidades
| Año  | Marca   | Producto     |
| ---- | ------- | ------------ |
| 2016 | Bagóvit | Crema        |
| 2016 | MARKOVA | Indumentaria |

## Premios y nominaciones

### Premios Martín Fierro
| Año  | Categoría                             | Programa                  | Resultado |
| ---- | ------------------------------------- | ------------------------- | --------- |
| 2002 | Actriz de reparto                     | Son Amores                | Nominada  |
| 2006 | Actriz de reparto en comedia          | Sos mi vida               | Nominada  |
| 2007 | Actriz protagonista de comedia        | Lalola                    | Ganadora  |
| 2008 | Actriz protagonista de comedia        | Lalola Los exitosos Pells | Ganadora  |
| 2009 | Actriz protagonista de comedia        | Lalola Los exitosos Pells | Nominada  |
| 2015 | Actriz protagonista de ficción diaria | Guapas                    | Ganadora  |
| 2019 | Actriz protagonista de ficción diaria | 100 días para enamorarse  | Ganadora  |

### Premios Martín Fierro de la Moda
| Año  | Categoría               | Resultado |
| ---- | ----------------------- | --------- |
| 2023 | Actriz con mejor estilo | Ganadora  |

### Premios Clarín
| Año  | Categoría         | Programa           | Resultado |
| ---- | ----------------- | ------------------ | --------- |
| 2002 | Actriz revelación | Son amores         | Ganadora  |
| 2007 | Actriz de comedia | Lalola             | Ganadora  |
| 2008 | Actriz de comedia | Lalola             | Ganadora  |
| 2009 | Actriz de comedia | Los exitosos Pells | Nominada  |

### Premios Konex
| Año  | Categoría                                            | Resultado |
| ---- | ---------------------------------------------------- | --------- |
| 2011 | Diploma al mérito: Actriz de televisión de la década | Ganadora  |
| 2021 | Diploma al mérito: Actriz de televisión de la década | Ganadora  |

### Premios Tato
| Año  | Categoría                                   | Programa            | Resultado |
| ---- | ------------------------------------------- | ------------------- | --------- |
| 2012 | Mejor actriz de reparto en ficción unitaria | Tiempos compulsivos | Nominada  |
| 2013 | Mejor actriz protagónica en drama           | En terapia          | Nominada  |

### Premios Sur
| Año  | Categoría                | Programa    | Resultado |
| ---- | ------------------------ | ----------- | --------- |
| 2012 | Mejor actriz protagónica | Dos más dos | Nominada  |

### Premios Cóndor de Plata
| Año  | Categoría               | Programa   | Resultado |
| ---- | ----------------------- | ---------- | --------- |
| 2012 | Mejor actriz de reparto | El gerente | Nominada  |

### Premios Hugo
| Año  | Categoría           | Programa       | Resultado |
| ---- | ------------------- | -------------- | --------- |
| 2010 | Revelación femenina | Corazón idiota | Nominada  |

### Premios ACE
| Año  | Categoría                                      | Programa      | Resultado |
| ---- | ---------------------------------------------- | ------------- | --------- |
| 2015 | Actriz protagónica drama y/o comedia dramática | Venus en piel | Nominada  |